# 戦力外捜査官
『戦力外捜査官』（せんりょくがいそうさかん）は、似鳥鶏による日本の推理小説のシリーズ、及びそれを原作とする2014年1月11日から3月15日まで放送されたテレビドラマ。

## シリーズ一覧
（「2」「3」「4」は単行本の題には含まれているが、文庫版の題には含まれてない）
戦力外捜査官 姫デカ・海月千波
- 単行本：2012年9月12日発売、河出書房新社、ISBN 978-4-309-02132-4
- 文庫本：2013年10月8日発売、河出文庫、ISBN 978-4-309-41248-1

神様の値段 戦力外捜査官2
- 単行本：2013年11月29日発売、河出書房新社、ISBN 978-4-309-02229-1
- 文庫本：2015年3月6日発売、河出文庫、ISBN 978-4-309-41353-2

ゼロの日に叫ぶ 戦力外捜査官3
- 単行本：2014年10月10日発売、河出書房新社、ISBN 978-4-309-02333-5
- 文庫本：2017年9月6日発売、河出文庫、ISBN 978-4-309-41560-4

世界が終わる街 戦力外捜査官4
- 単行本：2015年10月27日発売、河出書房新社、ISBN 978-4-309-02412-7
- 文庫本：2017年10月6日発売、河出文庫、ISBN 978-4-309-41561-1

破壊者の翼 戦力外捜査官
- 単行本：2017年11月23日発売、河出書房新社、ISBN 978-4-309-02613-8

## 登場人物
海月 千波（うみづき ちなみ）
本作の主人公。警視庁捜査一課火災犯捜査2係の一員で、階級は警部。いわゆる東京大学法学部卒が多い、国家公務員試験I種合格で警察庁入庁のキャリア組。キャリア組は警部補からスタートするため一階級昇進しただけである。身長が「百五十センチ弱」と小柄で童顔のメガネっ娘。度胸とやる気だけは人一倍あるが、ドジで捜査能力も低いため、配属から2日で「戦力外通告」を受けた。
現実では、キャリア警察官が捜査一課の捜査員になることはほとんどなく、幹部になるケースが多い。
なお、後述のドラマ版では演者の武井咲が平均よりもやや高めの身長（163cm）であることから、体型について触れられる描写はない。
設楽 恭介（したら きょうすけ）
本作の狂言回し。警視庁捜査一課火災犯捜査2係の一員で、階級は一番下の巡査。川萩係長から千波のお守り役を命じられる。空手が得意。拳銃の腕前も高く、かつて警察署の代表として大会に出たほど。実家は旭川にある。未来（みく）という妹（『神様の値段』時点では大学生で文京区のアパートに住んでいる）がいる。
川萩 克司（かわはぎ かつじ）
警視庁捜査一課火災犯捜査2係の係長で、階級は警部。納得できない時にはたとえキャリアでも構わず噛みつく人であり、「二係の猛牛」「二係のピラニア」と陰で呼ばれている。設楽のモノローグで「シーサーに似た顔」と度々言及される。よくヘマをする海月と設楽に雷を落とす。対して、海月はキャリアなので理性を総動員させて怒りを堪えているらしい。
越前 憲正（えちぜん のりまさ）
警視庁刑事部長で、階級は警視監。千波を捜査一課へ異動させた張本人で、警視庁内では変わり者で通っている。メタルフレームの眼鏡をかけた、「白皙の美男子」という表現が似合う長身の紳士。飄々とした性格であり、設楽の名前を「喜多良（きたら）くん」「下田（しただ）くん」などと毎回呼び間違えている。

## テレビドラマ
『戦力外捜査官』のタイトルでテレビドラマ化され、2014年1月11日から3月15日まで、日本テレビ系の「土曜ドラマ」枠で毎週土曜21時 - 21時54分 に放送された。
キャッチコピーは「この刑事、常に前向きな故、落ちこぼれ。」。
主演は武井咲。TAKAHIROは本作が俳優デビューとなり、鴻上尚史にとっても本作が連続テレビドラマの脚本初挑戦となった。
第5話以降、製作の遅れを逆手に取ったような演出が目立つようになっている。第5話では予告が静止画となり、第6話以降は放送終了後に予告がホームページで公開されるようになっている。当初は鴻上が全話の脚本を書く予定だったが、ヘルプとして関えり香が参加した。
2015年3月21日21時 - 23時8分に、スペシャルドラマ『戦力外捜査官 SPECIAL』が放送された。

### キャスト
詳細な人物説明は原作部分を参照。本項目は簡単な続柄を記載。

#### 主要人物
海月 千波（うみづき ちなみ）〈23〉
演 - 武井咲（幼少期：松本来夢）
警部。推理好きで極度の方向音痴。警察庁キャリア組で警視庁に出向中。
自ら捜査部門への異動を決める。
設楽 恭介（したら きょうすけ）〈28〉
演 - TAKAHIRO
巡査。1985年12月3日生まれ。琉球空手の有段者で子供たちに指導する。
演じるTAKAHIROが書道八段の腕前であるため、劇中で一筆したためるシーンが登場する。

#### 警視庁

##### 刑事部捜査第一課第十八係
川萩 剛（かわはぎ つよし）〈44〉
演 - 八嶋智人
警部。係長。レバーとサバが苦手。
大友 洋（おおとも ひろし）〈33〉
演 - 徳重聡
巡査部長。
森山 薫（もりやま かおり）〈41〉
演 - 濱田マリ
警部補。
北里 亮介（きたざと りょうすけ）〈37〉
演 - 野間口徹
巡査長。しばらくの間入院していたが忘れられていた。
双葉 大介（ふたば だいすけ）〈41〉
演 - 木下隆行
警部補。
関川 直樹（せきかわ なおき）〈28〉
演 - 渋谷謙人
巡査。

##### 警察関係者
中西 文彦（なかにし ふみひこ）
演 - 手塚とおる
警部補。鑑識課現場鑑識係。
田淵 亜利砂（たぶち ありさ）
演 - 水沢エレナ
刑事総務課事務職員。
井上 信光（いのうえ のぶみつ）〈47〉
演 - 小籔千豊
警視。捜査第一課管理官。
小早川 安博（こばやかわ やすひろ）〈51〉
演 - 佐野史郎（26歳：町田啓太）
警視監。副総監。
越前 憲正（えちぜん のりまさ）〈55〉
演 - 柄本明
警察庁附属警察大学校校長 → 警視総監。海月と同じタブレットゲームにハマっている。

#### 海月家
海月 健夫（うみづき たてお）
演 - 伊吹吾郎
千波の父。
海月 桃子（うみづき ももこ）
演 - YOU
千波の母。

#### 虚心館
金城 新十郎（かねしろ しんじゅうろう）〈64〉
演 - 関根勤
道場主で設楽の師匠。現在は病床に伏せている。
金城 斗志美（かねしろ としみ）
演 - 北川弘美
新十郎の娘。
二ノ宮 梨奈（にのみや りな）
演 - 庵原涼香
小室 拓海（こむろ たくみ）
演 - 橋本智哉
阿部 祐太（あべ ゆうた）
演 - 矢部光祐
上記3名は道場で稽古する子供たちで設楽から琉球空手を学ぶ。

#### ゲスト
複数話・単話登場の場合は演者名の横の括弧（）内に表記。
第1話
- 伊賀 和夫（事務所荒らし常習犯） - 六平直政
- 黒木 勝（捜査第一課管理官） - 大高洋夫
- 小沢 道雄（大田区立南川中学校2年生） - 飛田光里
  - 飼育委員をしており、人一倍優秀だった。

- 杉浦 哲人（小沢の友達） - 上田晟人
- 山下 達也（小沢の小学校時代からの同級生） - 豊友大
- 牧野（小沢の同級生） - 青木海翔
- 安藤（小沢の同級生） - 谷山毅

第2話
- 赤瀬 源一（赤瀬病院理事長） - 大河内浩
- 赤瀬 隆一郎（源一の息子・医師） - 窪塚俊介
- 吉村 春美（赤瀬病院看護師） - 小林きな子
- 平野 有里（赤瀬病院看護師・変死体で発見） - 村瀬葵
- 牧浦 美奈子（ひかりの母） - 由夏
- 牧浦 ひかり（心臓疾患患者）
- 制服警官 - 山崎画大（3話 - 5話）

第3話
- 桜庭 貴光（動画サイト管理者） - 水橋研二
- 高山 司（ピエロマン の模倣犯） - 中村公隆
- 福山 淳（コンビニ店員） - 佐藤崇史

第4話
- 辺見 勝久（和菓子辺見堂店主） - 河原さぶ
- 青井 明雄（両親強盗殺人事件の被害者遺族） - 夕輝壽太
- 津久田 啓介（熊野前商店街商店会会長） - 浜田道彦
- 辺見 真知子（勝久の妻） - 奥田由美

第5話
- 榊 新星（俳優） - 渡辺邦斗
- 木場 英治（銀河警察デカシュータープロデューサー） - 安井順平
- 園田 義之（芸能事務所マネージャー） - 中山祐一朗
- 唐沢 正明（スーツアクター） - 阿部亮平
- 平山（衣装部スタッフ） - 山上賢治
- 風間 利夫（スーツアクター） - 中薗光博
- 川萩 健太（川萩の息子） - 安達大輝（最終話）

第6話
- 三田山 雅代（高村家の家政婦） - ふせえり
- 玉置 優（高村のマネージャー） - 三宅弘城
- 佐渡 博雅（高村の担当編集者） - 佐野圭亮
- 高村 芳樹（恋愛小説家） - 大谷亮介
- 高村 桜子（高村の別居中の妻） - 岩橋道子

第7話
- 北里 スエ子（北里の母） - 水前寺清子
- 高木 恭洋（振り込め詐欺グループメンバー） - 住田隆
- 佐藤 茜（太田真治 の彼女） - 志村玲那
- 屋鋪 真貴（振り込め詐欺グループリーダー） - 児玉貴志
- 須藤 玄（振り込め詐欺グループ受け子） - 三浦孝太

第8話
- 武藤 高志（十八係に立てこもった男） - 村杉蝉之介
- 奈緒美（双葉の元妻） - 中村綾
- 健吾（双葉の息子） - 川上奏龍（最終話）

第9話
- MC - 伊津野亮
- 宮崎 克夫（小早川の先輩刑事） - 小倉輝一

最終話
- 安川 真紀（死刑囚） - 銀粉蝶
- 夏野 萌果（アイドル） - 宮﨑香蓮
- 朝霧 悦子（萌果の母親） - 長野里美
- 夏野 浩太郎（萌果の父親） - 増田英彦
- 原口 聡（萌果の担当マネージャー） - 吉田智則
- 岩田 和也（半グレグループザラキメンバー） - 師岡広明
- 宇田川 充（元刑事・ゲイバーママ） - 加納幸和
- 古河（刑事） - 伊藤正之
- 秋沢 勝治（警視庁組織犯罪対策第3課） - 岡田正典
- 杉田 裕治（半グレグループザラキリーダー） - 渡辺芳博
- 平林 沙絵 - 三本采香

### スタッフ
- 原作 - 似鳥鶏 『戦力外捜査官 姫デカ・海月千波』（河出文庫）、『神様の値段 戦力外捜査官2』（河出書房新社）
- 脚本 - 鴻上尚史、関えり香
- 音楽 - 小西康陽
- 演出 - 中島悟、初山恭洋（ケイファクトリー）、西野真貴
- 主題歌 - EXILE TAKAHIRO「Love Story」（rhythm ZONE）
- オリジナルテーマ作曲 - 黛敏郎「スポーツ行進曲」
- 助監督 - 阿部雅和、瀬古裕樹、海上綾、小室直子
- サウンドデザイン - 石井和之
- アクションコーディネーター - FCプラン
- 特殊造形 - 梅沢壮一
- 警察監修 - 倉科孝靖
- 警察アドバイザー - 五頭田ケン
- クイズ監修 - 日髙大介、永井孝裕
- 法律監修 - 石井誠一郎
- 企画協力 - 古賀誠一
- チーフプロデューサー - 伊藤響
- プロデューサー - 次屋尚、大塚英治（ケイファクトリー）
- 協力プロデューサー - 吉川恵美子
- プロデュース補 - 岡宅真由美、保坂昭一
- 制作協力 - ケイファクトリー
- 製作著作 - 日本テレビ

### 放送日程
| 各話                                                       | 放送日  | サブタイトル | 脚本     | 演出     | 視聴率 |
| ---------------------------------------------------------- | ------- | --- | -------- | -------- | ------ |
| 第1話                                                      | 1月11日 | 落ちこぼれ刑事たちのトホホな推理が日本を救う! 非本格刑事ドラマがついに開幕                                                                                             | 鴻上尚史 | 中島悟   | 13.3%  |
| 第2話                                                      | 1月18日 | 迷コンビは仮病で病院へ潜入! 2つのケーキの謎は解けるか? | 鴻上尚史 | 中島悟   | 13.1%  |
| 第3話                                                      | 1月25日 | 絶体絶命のピンチ! 荒野の決闘! 設楽刑事VSピエロマン! | 鴻上尚史 | 初山恭洋 | 11.1%  |
| 第4話                                                      | 2月01日 | 迷コンビのずっこけ捜査は頑固じじぃの心も解かす? | 鴻上尚史 | 初山恭洋 | 11.7%  |
| 第5話                                                      | 2月08日 | 戦隊ヒーローショーの公演中、その事件は起こった! | 関えり香 | 中島悟   | 11.6%  |
| 第6話                                                      | 2月15日 | 家政婦の三田山さんは見た! 恋愛小説家殺人事件の全て | 鴻上尚史 | 初山恭洋 | 10.5%  |
| 第7話                                                      | 2月22日 | 涙と笑い! 田舎からおかんがやって来た | 関えり香 | 中島悟   | 12.1%  |
| 第8話                                                      | 3月01日 | 世にも奇妙な珍事件! 刑事も犯人も、お腹もすけば恋もする | 鴻上尚史 | 西野真貴 | 09.1%  |
| 第9話                                                      | 3月08日 | 罠? 命のかかったクイズ番組出演! 刑事たちの運命やいかに! | 関えり香 | 初山恭洋 | 09.1%  |
| 最終話                                                     | 3月15日 | 警視庁にアイドル殺害予告メールが! 18係が立ち向かう最後の難事件! 本当の正義とは本当の愛とは… 若い二人の刑事が直面する難問題とその真相! 笑いと涙の超感動2時間スペシャル! | 鴻上尚史 | 中島悟   | 10.7%  |
| 平均視聴率 11.2%（視聴率は関東地区・ビデオリサーチ社調べ） |         | |          |          |        |

### オンデマンド配信
- 放送期間中、日テレオンデマンドにおいて「日テレいつでもどこでもキャンペーン」を実施しており[5]、本作品は放送直後1週間以内であれば、無料で視聴することができる[6]。
- なお、著作権の関係もあってか本放送時の映像や音声と差し替えが行われている部分もある（第2話の冒頭部のBGMは、本放送時は「バロック・ホウダウン」だったが、配信時にヴィヴァルディの「春 第1楽章」に差し替えられた）。

### 原作との共通点
一部の登場人物の名前と後述の項目以外は、原作とはほぼ別物。
- 原作の千波との共通点は、「普段メガネをかけている」「方向音痴」「運動音痴」「時々頭が切れる」のみ。特に原作で強調されている、小柄でスーツさえ着慣れない雰囲気のため高校生にしか見えないという描写は、主演の武井とマッチしないこともあって完全にカットされている。
- 第1話の「飼育係だった人が埋葬のために校庭を掘ったら、隠されていた物を偶然見つけた」というエピソードは、原作第1巻で出てきたものと同じ。

### その他
- スタッフロールでは、プロデューサーと演出のスタッフ表記の左上に「戦力外」という短文が書き足されている。
- 第7話に登場したインターネットカフェは、アイ・カフェAKIBA PLACE店である[7]。
- 最終話の劇中において、当作品のセルフパロディとして『即戦力刑事』というドラマが登場する件があった。

| 日本テレビ系列 土曜ドラマ                                    | 日本テレビ系列 土曜ドラマ              | 日本テレビ系列 土曜ドラマ                                                       |
| 前番組                                                       | 番組名                                 | 次番組                                                                          |
| ------------------------------------------------------------ | -------------------------------------- | ------------------------------------------------------------------------------- |
| 東京バンドワゴン〜下町大家族物語 （2013.10.12 - 2013.12.14） | 戦力外捜査官 （2014.1.11 - 2014.3.15） | 弱くても勝てます 〜青志先生とへっぽこ高校球児の野望〜 （2014.4.12 - 2014.6.21） |